# Sobienie Kiełczewskie Drugie
Sobienie Kiełczewskie Drugie – wieś sołecka w Polsce położona w województwie mazowieckim, w powiecie otwockim, w gminie Sobienie-Jeziory. Przez miejscowość przebiega droga wojewódzka nr 801.
Wierni Kościoła rzymskokatolickiego należą do parafii Wszystkich Świętych w Sobieniach-Jeziorach.
W latach 1975–1998 miejscowość administracyjnie należała do województwa siedleckiego.